# Pierre Cerveau
Pierre Cerveau est un compositeur français, né en Anjou et actif durant le dernier quart du XVIe siècle.

## Biographie
Le nom de Cerveau apparaît pour la première fois en 1573, comme « chantre de passage », dans les archives capitulaires de l’église cathédrale Sainte-Croix d’Orléans.
Plus tard, la dédicace à l’évêque d’Angers Charles Miron de ses Airs publiés en 1599 fait supposer qu’il a pu être à cette époque au service de ce prélat.
Il est cité à Troyes autour de 1604, au moment où il travaille à mettre en musique les hymnes latines de Lorenza Strozzi à la demande de René Breslay, archidiacre d’Angers (œuvres perdues). Cette dernière mention suggère que Cerveau est resté fidèle à la province angevine tout au long de sa vie.

## Œuvres

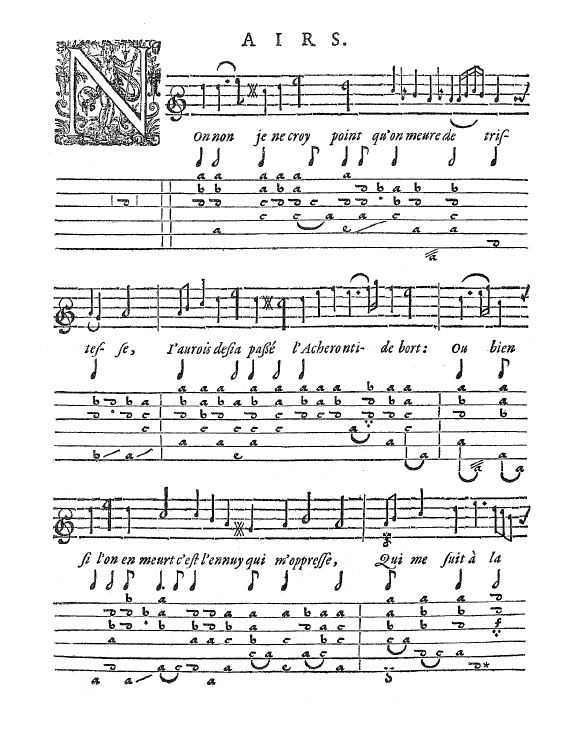
Air Non je ne crois point pour voix et luth (Paris : Pierre I Ballard, 1609).

Les airs de Cerveau s’apparentent à plusieurs styles usités à l’époque, tels les airs de ballet, les airs mesurés à l’antique ou des airs de danse, plus rythmés.
- Airs mis en musique à quatre parties, par Pierre Cerveau Angevin. Paris : Veuve Robert I Ballard et son fils Pierre I Ballard, 1599. 4 ou 5 vol. in-8° oblong. RISM C 1719, Guillo 2003 n° 1599-B. Seule la partie de Superius de ce recueil est conservée.

Contient 46 airs à 4 voix et 6 airs à 5 voix. La pièce 52 est un air spirituel sur la paraphrase du Libera me, par Philippe Desportes. Les textes sont pris de Philippe Desportes, Jean-Antoine de Baïf, Jacques Davy Du Perron, Jean Bertaut ou Siméon-Guillaume de La Roque. Plusieurs de ces textes ont aussi été mis en musique par Pierre Bonnet dans ses Airs et villanelles mis en musique à 4 et 5 parties, ou encore par Charles Tessier dans ses Airs et villanelles françaises, italiennes....
Certaines des mélodies utilisées par Cerveau se trouvent dans des airs de Gabriel Bataille ou de Pierre Guédron - on ignore si ce sont des emprunts où si les deux ont puisé à une source commune. Cerveau explique dans la préface de ses airs que, "selon les plus doctes musiciens", il y a deux manières d'exécuter ses airs "soit avec les voix simplement sans instrument, soit avec les instruments mariés à la voix." (ce qui, en mettant en valeur la voix supérieure, souligne bien le caractère d’air de ces pièces).
On trouve encore des airs de Cerveau dans quelques recueils postérieurs :
- Un air dans Airs nouveaux et chansons à danser... Caen : Jacques Mangeant, 1608. RISM 16089.
- Un air (Non je ne crois point) dans les Airs de différents auteurs, mis en tablature de luth par Gabriel Bataille, second livre. Paris : Pierre I Ballard, 1609. RISM 160913, Guillo 2003 n° 1609-A.
- Deux airs (dont Des maux si déplorables), dans les Airs de différents auteurs, mis en tablature de luth par Gabriel Bataille, troisième livre. Paris : Pierre I Ballard, 1611. RISM 161110, Guillo 2003 n° 1611-A.
- Un air (Lorsqu'un amant de cour) dans les Airs de différents auteurs, mis en tablature de luth par Gabriel Bataille, sixième livre. Paris : Pierre I Ballard, 1615. RISM 161511, Guillo 2003 n° 1615-A.
- Un air (Comme nous voyons la rose) dans l’Amphion sacré, recueilly de quelques excellents musiciens... Lyon : Louis Muguet, 1615. RISM 16157, Guillo 1991 n° 100. Ce recueil est entièrement repris de recueils antérieurs, mais la source de l’air de Cerveau n’a pas été identifiée.

En somme, les seuls airs de Cerveau dont on connaît l’harmonisation sont ceux  qui ont été publiés à partir de 1609.